# Колно
Ко̀лно (на полски: Kolno; на литовски: Kolnas) е град в Североизточна Полша, Подляско войводство. Административен център е на Колненски окръг, както и на селската Колненска община, без да е част от нея. Самият град е обособен в самостоятелна градска община с площ 25,07 км2. Към 2010 година населението му възлиза на 10 486 души.